# Wojewódzki Urząd Bezpieczeństwa Publicznego w Zielonej Górze
Wojewódzki Urząd Bezpieczeństwa Państwowego w Zielonej Górze (WUBP Zielona Góra) – jednostka terenowa Ministerstwa Bezpieczeństwa Publicznego, funkcjonująca na terenie województwa zielonogórskiego w latach 1950–1954 (od powołania samego województwa do czasu zlikwidowania Ministerstwa Bezpieczeństwa Publicznego).

## Szefostwo
- Szefowie:
  - 1 czerwca 1950: Antoni Punda
  - 1951-1953: p.o. Kazimierz Małkiewicz
  - 1953-1954: Kazimierz Małkiewicz
- zastępcy szefa:
  - 1950-1951: Kazimierz Małkiewicz

Dyrektorem Polikliniki i Izby Chorych WUBP w Zielonej Górze od 20 grudnia 1950 była Amelia Bronwald (ur. 1895, c. Adolfa), zwolniona niecały rok później ze służby w bezpiece i oddelegowana jako oficer Armii Czerwonej do ZSRR.

## Struktura organizacyjna
- Wydział I (kontrwywiad)
- Wydział II (ewidencja i technika operacyjna)
- Wydział III (walka z podziemiem)
- Wydział IV (ochrona gospodarki)
- Wydział V(kontrola organizacji politycznych, społecznych i kościoła)
- Wydział A (obserwacja zewnętrzna)
- Wydział W (lustracja korespondencji)
- Wydział VI (walka z kościołem katolickim i innymi związkami wyznaniowymi)
- Wydział VII (śledczy)
- Wydział VIII (komunikacja w tym żegluga morska)
- Wydział IX (ochrona przemysłu ciężkiego)
- Wydział X (kontrola PZPR)

## Jednostki podległe

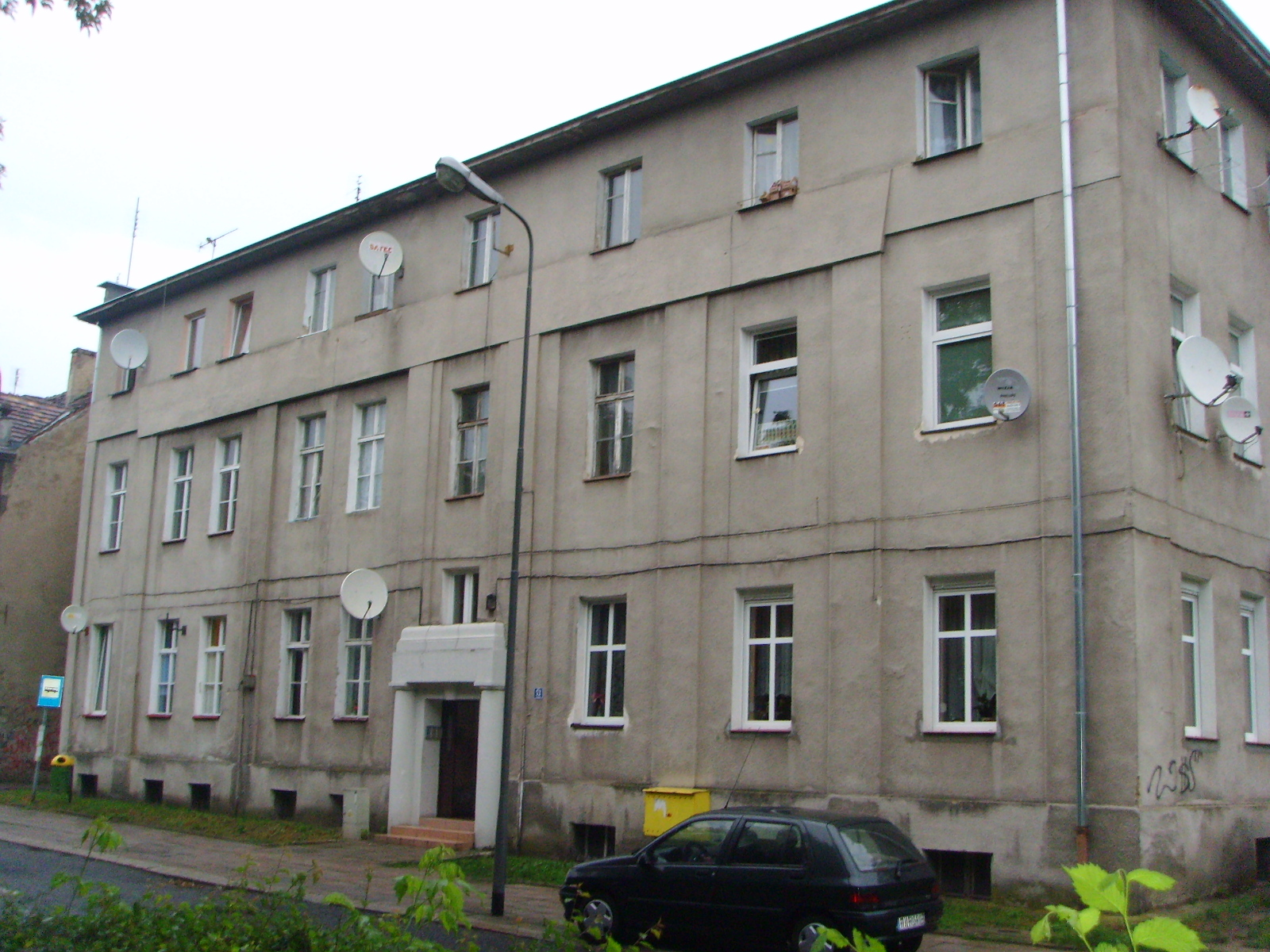
W tym budynku znajdował się PUBP w Gubinie

- PUBP w Gorzowie Wielkopolskim – ul. Jagiełły 3a; do lipca 1945 jako jednostka WUBP Szczecin, następnie do czerwca 1950 – jako jednostka WUBP Poznań
  - Szefowie:
ppor. Stanisław Zagórski
- PUBP w Gubinie – ul. Piastowska
- PUBP w Krośnie Odrzańskim – ul. Świerczewskiego 17 (obecnie budynek Komendy Powiatowej Policji); do czerwca 1950 – jako jednostka WUBP Poznań
- PUBP w Nowej Soli – do czerwca 1950 jako jednostka WUBP Poznań
- PUBP w Strzelcach Krajeńskich – ul. Moniuszki; do czerwca 1950 jako jednostka WUBP Poznań
- PUBP w Szprotawie
- PUBP w Świebodzinie – ul. Łużycka 17; do czerwca 1950 jako jednostka WUBP Poznań
- PUBP we Wschowie – ul. Kazimierza Wielkiego 12
- PUBP w Zielonej Górze – do czerwca 1950 jako jednostka WUBP Poznań
- PUBP w Żaganiu – ul. Gimnazjalna 13, ul. Szprotawska 3
- PUBP w Żarach – ul. Legionistów 3